# 千葉県道164号荻作君津線
千葉県道164号荻作君津線（ちばけんどう164ごう おぎさくきみつせん）は、千葉県君津市を起点・終点とする一般県道。同市の内陸部をほぼ南北に繋ぐ。一部区間は房総スカイラインを構成している。

## 路線データ
- 起点：君津市荻作[1] 信号無交差点（千葉県道163号小櫃佐貫停車場線交点）
- 終点：君津市外箕輪四丁目 外箕輪交差点（国道127号交点）
- 総延長：7.375 km（君津土木事務所管内：7.375 km[1]）
- 重用延長：なし（君津土木事務所管内：0.0 km）
- 実延長：7.375 km（君津土木事務所管内：7.375 km[1]）
- 認定年月日：1955年（昭和30年）3月4日

## 地理

### 通過する自治体
- 千葉県
  - 君津市

### 交差する道路
- 千葉県君津市
  - 信号無交差点（荻作）（千葉県道163号小櫃佐貫停車場線）
  - 鹿野山表大橋（馬登川）
  - 立体交差（館山自動車道）
  - 六三橋（小糸川）
  - 外箕輪交差点（国道127号・千葉県道158号君津青堀線）

### 沿線
- 鹿野山牧場
- 尾車羽黒神社